# Жаб'ячі
Жаб'ячі (Ranidae) — родина земноводних підряду Neobatrachia ряду Безхвості. Має 17 родів та 14 видів поза родів.

## Опис
Загальна довжина представників цієї родини коливається від 5 до 30 см. Зовнішній вигляд досить мінливий, а деякі тропічні види схожі на ропух. Привушні залози (паротиди) не виражені. Зіниця горизонтальна, еліптична. Верхня щелепа із зубами (на нижній немає). Задні кінцівки зазвичай подовжені. Плавальні перетинки зазвичай добре розвинені.

## Спосіб життя
Більшість видів наземні, мешкають у водоймах або біля них, але є і деревні форми (у тропіках). При паруванні самець обхоплює самку позаду передніх кінцівок (аксилярний амплексус). Ікра здебільшого відкладається в воду, але у тропіках відомі випадки прямого розвитку наземних яєць і різні форми турботи про потомство.

## Розповсюдження
Поширені майже на всіх материках, окрім Антарктиди, відсутні на більшій частині Південної Америки, островах Карибського басейну, в Австралії (крім крайньої півночі), Тасманії та Нової Зеландії, на більшості островів Океанії. Населяють о. Нову Гвінею і низку сусідніх архіпелагів (Соломонові острови, Фіджі та інші).

## Роди та види
- Amolops(інші мови)
- Babina(інші мови)
- Clinotarsus
- Glandirana
- Huia(інші мови)
- Humerana(інші мови)
- Hylarana
- Litoria splendida[2]
- Lithobates
- Meristogenys(інші мови)
- Odorrana
- Pelophylax
- Pseudorana(інші мови)
- Pterorana(інші мови)
- Rana
- Sanguirana(інші мови)
- Staurois(інші мови)

Види поза родів:
- Limnodytes maculata(інші мови)
- Limnodytes mutabilis(інші мови)
- Lymnodytes lividus(інші мови)
- Rana arvalis var. nigromaculata
- Rana fusca var. reichenbachensis
- Rana halmaherica(інші мови)
- Rana kandiana(інші мови)
- Rana leveriana(інші мови)
- Rana leybarensis(інші мови)
- Rana muta var. nigro-maculata
- Rana newera-ellia(інші мови)
- Rana sanguine-maculata(інші мови)
- Rana temporaria var. nigromaculata
- Rhacophorus depressus(інші мови)